# Flughafen Wolgograd

i7
i11
i13
Der Flughafen Wolgograd (russisch Международный Аэропорт Волгоград, englisch Volgograd International Airport oder Gumrak Airport, IATA-Code: VOG, ICAO-Code: URWW) ist der Flughafen von Wolgograd in Russland.
Am 29. April 2025 hat der russische Präsident Wladimir Putin verordnet, dass der Flughafen offiziell wieder „Stalingrad“ genannt werden soll. International heißt der Flughafen weiterhin Wolgograd, wird aber wegen des russischen Angriffskriegs gegen die Ukraine, wie alle Flughäfen in Russland, von internationalen Fluglinien derzeit nicht bedient.

## Lage
Der Flughafen liegt 21 Kilometer nordwestlich vom Stadtzentrum Wolgograds.

## Geschichte
Auf dem Areal befand sich während der Schlacht von Stalingrad der Behelfsflugplatz Gumrak, der bis zum 21. Januar 1943 von der 6. Armee der Wehrmacht besetzt war. Nach dem Fall von Pitomnik am 17. Januar 1943 war Gumrak der einzige von sieben Flugplätzen um Stalingrad, der sich noch in deutscher Hand befand. Am 22. Januar verließ ein letztes He 111-Flugzeug mit 19 verwundeten Soldaten den Flugplatz, der letzte Flug aus Stalingrad für die 6. Armee.

## Navigationshilfen
Der Tower (TWR) sendet und empfängt auf der Frequenz: 128.0 MHz.
Der Flughafen verfügt über verschiedene Navigationshilfen.
Das ungerichtete Funkfeuer (NDB) sendet auf der Frequenz: 325 kHz mit der Kennung: WG.

## Fluggesellschaften und Ziele
Der Flughafen wird von einigen Fluggesellschaften angeflogen:
- Aeroflot nach Flughafen Moskau-Scheremetjewo
- Air Volga nach Flughafen Moskau-Domodedowo

Verschiedene Charterfluggesellschaften fliegen von Wolgograd aus, vor allem im Sommerflugplan, zu verschiedenen Zielen im Mittelmeerraum, so fliegt Red Wings Airlines regelmäßig unter anderem nach Antalya.

## Zwischenfälle
- Am 7. März 1968 stürzte eine Tupolew Tu-124 der Aeroflot (CCCP-45019) kurz nach dem Start vom Flughafen Wolgograd nach 1640 Metern Flugstrecke ab, nachdem die Piloten versehentlich die Störklappen aktiviert hatten. Bei dem Zwischenfall wurde von 49 Menschen an Bord eine Person, der Navigator, getötet. Bei der Untersuchung wurde festgestellt, dass der Schalter für die Störklappen sehr ungünstig angebracht war, so dass ein versehentliches Aktivieren leicht passieren konnte.[5]